# I Want Candy (chanson)
Pour les articles homonymes, voir I Want Candy.
Singles de The Strangeloves
Love, Love
(1964) Out in the Sun
(1965)
I Want Candy est une chanson du groupe de rock américain The Strangeloves (en) sortie en single en mai 1965. Elle est extraite de l'album également titré I Want Candy.
Elle se classe à la 11e place du Billboard Hot 100 en août 1965.
La chanson est reprise avec succès dès 1965, par Brian Poole and The Tremeloes dont la version se classe 25e dans les charts britanniques.
En 1982, le groupe new wave Bow Wow Wow en fait de nouveau un tube.
Les versions du groupe Candy Girls en 1996, d'Aaron Carter en 2000 et Melanie C en 2007 se classeront également dans les charts.
I Want Candy est un bon exemple de l'utilisation du Diddley Beat. 

## Version de Bow Wow Wow
Singles de Bow Wow Wow
Go Wild in the Country
(1982) Fools Rush In
(1982)
Le groupe new wave Bow Wow Wow sort I Want Candy en single en mai 1982. On retrouve la chanson à la fois sur le EP The Last of the Mohicans et sur la compilation I Want Candy sortis au même moment.
Le single se classe dans les charts de plusieurs pays. Cette version de la chanson est restée l'une des plus populaires. Elle a été utilisée dans les bandes originales de plusieurs films : École paternelle, 200 Cigarettes, High Fidelity, Romy et Michelle, 10 ans après, Napoleon Dynamite et notamment Marie-Antoinette de Sofia Coppola, dans une version remixée par Kevin Shields.
Le groupe The Black Eyed Peas utilise un sample de la chanson, et plus précisément de la batterie, pour le titre Electric City qui apparaît sur l'album The E.N.D. sorti en 2009.

### Classements hebdomadaires
| Classement (1982)                      | Meilleure place |
| -------------------------------------- | --------------- |
| Australie (ARIA)                       | 39              |
| Belgique (Flandre Ultratop 50 Singles) | 30              |
| États-Unis (Billboard Hot 100)         | 62              |
| Irlande (IRMA)                         | 7               |
| Nouvelle-Zélande (RMNZ)                | 30              |
| Pays-Bas (Single Top 100)              | 23              |
| Royaume-Uni (UK Singles Chart)         | 9               |

## Version de Candy Girls feat. Valerie Malcolm
En 1996 le groupe de dance Candy Girls accompagné de la chanteuse Valerie Malcolm sort une reprise de la chanson en single qui entre dans plusieurs classements au Royaume-Uni, en Écosse et en Australie.

### Classements hebdomadaires
| Classement (1996-1997)         | Meilleure place |
| ------------------------------ | --------------- |
| Australie (ARIA)               | 57              |
| Écosse (OCC)                   | 31              |
| Royaume-Uni (UK Singles Chart) | 30              |

## Version d'Aaron Carter
Le chanteur américain Aaron Carter reprend le titre en septembre 2000, extrait de son album Aaron's Party (Come Get it).

### Classements hebdomadaires
| Classement (2000)              | Meilleure place |
| ------------------------------ | --------------- |
| Allemagne (GfK Entertainment)  | 68              |
| Australie (ARIA)               | 27              |
| France (SNEP)                  | 46              |
| Pays-Bas (Single Top 100)      | 21              |
| Royaume-Uni (UK Singles Chart) | 31              |
| Suède (Sverigetopplistan)      | 10              |

## Version de Melanie C
Melanie C reprend à son tour la chanson en mars 2007, extraite de son album This Time et qui apparaît dans la bande originale du film I Want Candy de Stephen Surjik.

### Classements hebdomadaires
| Classement (2007)              | Meilleure place |
| ------------------------------ | --------------- |
| Danemark (Tracklisten)         | 9               |
| Italie (FIMI)                  | 9               |
| Royaume-Uni (UK Singles Chart) | 24              |